# Dénes Anna Szeréna
Dénes Anna Szeréna, szül. Dénes Anna (Csíkmenaság, 1925. február 14. – Székelyudvarhely, 2013. november 15.) szerzetesnő, a Szociális Testvérek Társaságának tagja, hitvalló.

## Családja, neveltetése
Szülei, Dénes Gábor községbíró és Erdély Anna, hat gyermeknek adtak életet. A család hitét gyakorló római katolikus.
Már kislányként hivatást érzett Isten szolgálatára. Hatással voltak rá a vallási ünnepek és a csíksomlyói zarándoklatok. 1944-ben jelentkezett a Szociális Testvérek Társaságába. Noviciátusát Kolozsváron végezte, majd 1948 pünkösdjén fogadalommal szentelte életét Isten szolgálatára. Jelmondata: Ecce ancilla Domini!  (Íme, az Úr szolgáló leánya!)

## Részvétele a katolikus ellenállásban
Fogadalomtétele után Kolozsváron vezette rövid ideig a leányköröket. 1949. augusztus 1-én megjelent a Hivatalos Közlönyben a minisztertanácsi határozat a szerzetesrendek működésének betiltásáról Romániában.
A megváltozott körülményekhez alkalmazkodva, Kolozsváron egy orvos családjánál a gyerekek nevelésével és hitoktatással foglalkozott. Megismerkedett a Bolyai Egyetemen tanuló katolikus fiatalokkal, akikkel együtt részt vett a békepapi mozgalommal szembeni ellenállásban. Elöljárója engedélyével összekötői szerepet vállalt a titkos ordináriusok, valamint a Vatikánhoz hű papság és hívek között. Így Erdélyben a Szentszékkel való kapcsolat egy napig sem szünetelt.
1954-ben letartóztatták, a Securitate börtönében nyolc hónapig egyedül, egy fűtetlen cellában tartották. Kolozsváron állították bíróság elé 1956 márciusában a Márton Áron püspök munkatársainak megtörésére irányuló juriszdikciós perben. Vallási izgatás, valamint tiltott iratok terjesztésének vádjával a Nagyváradi Katonai Törvényszék hat év börtönbüntetésre ítélte. Fogságát az ország különböző börtöneiben (Kolozsvár, Jilava, Bukarest, Csíkszereda, Arad) töltötte, majd még négy évet a Bărăgan-síkságon, Lătești faluban (Fetești rajon, Konstanca tartomány) kényszerlakhelyen. Az állami gazdaság gyümölcsösében dolgozott, emellett beteget ápolt és az ott élő papi és civil közösséget összetartó személy volt. A börtönökben és a kényszerlakhelyen elviselt szenvedés megerősítette hitében, hivatásában.
1964 áprilisában szabadult ki a börtönből, de egy ideig sehol sem kapott alkalmazást.

## Börtön utáni munkássága
1965 és 1972 között Csíktaplocán plébániai alkalmazottként dolgozott.
1972 és 1985 között a kolozsvári Szent Mihály templom gondozójaként tevékenykedett. Titokban folytatta az egyetemisták és fiatalok lelki gondozását, képezte a szerzetesi hivatásra titokban vállalkozó lányokat.
1985 és 2004 között Gyulafehérváron a lebénult Erőss Lajos nagyprépost betegápolója volt. A fizikai erejét megfeszítő munkában előbb szív infarktust, majd 2000 májusában agyvérzést kapott. Felépülve ezekből, folytatta a beteg főpap ápolását egészen ennek haláláig.
2005-től ismét Kolozsváron élt és apostolkodott. Csodával határos módon maradt életben amikor szobájának plafonja beszakadt. Ekkor a kolozsvári Szent Mihály plébánia biztosított számára lakást és kosztot.
2013 októberében nagy betegen a székelyudvarhelyi Pastor Bonus papi otthon gondozásába került. Itt érte a halál fogadalmas életének 66. évében. Temetési szertartását Dr. Jakubinyi György gyulafehérvári érsek és 15 papja végezte, Kovács Sándor kanonok, a Kolozs-Dobokai kerület főesperes-plébánosa mondott búcsúbeszédet. A kolozsvári házsongárdi temetőben helyezték örök nyugalomra.

## Kitüntetései
- Magyar Köztársasági Arany Érdemkereszt, 1994. március 29.[4]
- Gyulafehérvári Római Katolikus Érsekség Millenniumi Kitüntetés, 2009. szeptember 28.